# Hadria cubana
Hadria cubana är en insektsart som beskrevs av Metcalf et Bruner 1936. Hadria cubana ingår i släktet Hadria och familjen dvärgstritar. Inga underarter finns listade i Catalogue of Life.